# Alice Sabatini
Alice Sabatini (ur. 12 października 1996 w Montalto di Castro) – włoska koszykarka, modelka, Miss Włoch w 2015 roku, dziesiąta zdobywczyni tego tytułu pochodząca z Lacjum.
W 2013 roku: Miss Tisanoreica.